# Wykładnia testamentu
Wykładnia testamentu – interpretacja oświadczeń woli testatora objętych treścią testamentu. 
Zgodnie z art. 948 polskiego kodeksu cywilnego testament należy tak tłumaczyć, ażeby zapewnić możliwie najpełniejsze urzeczywistnienie woli spadkodawcy. Jeżeli testament może być tłumaczony rozmaicie, należy przyjąć taką wykładnię, która pozwala utrzymać rozrządzenia spadkodawcy w mocy i nadać im rozsądną treść (favor testamenti).
W toku wykładni testamentu należy również brać pod uwagę dyrektywę z art. 65 k.c., nakazującą uwzględnianie całokształtu okoliczności, w jakich oświadczenie woli zostało złożone.